# Закон об автономии Гонконга
Закон об автономии Гонконга (англ. Hong Kong Autonomy Act) — закон США, принятый Конгрессом и подписанный президентом Дональдом Трампом 14 июля 2020 года, после принятия в июне 2020 года китайской стороны Постоянного комитета Национального народного конгресса по праву национальной безопасности Гонконга. Данный вводит санкции в отношении должностных лиц и организаций в Гонконге, а также на материковом Китае, которые, как считается, способствуют нарушению автономии Гонконга, и наказывает финансовые учреждения, которые ведут дела с ними.
При подписании Трамп также подписал Указ № 13936, чтобы «привлечь Китай к ответственности за его агрессивные действия против жителей Гонконга». Трамп также отозвал особый статус территории, заявив: «Никаких особых привилегий [для Гонконга], никакого особого экономического режима и никакого экспорта секретных технологий». Он также заблокировал любые операции с собственностью США, совершаемые кем-либо, кто был признан ответственным за или соучастие в «действиях или политике, которые подрывают демократические процессы или институты в Гонконге», и даёт указание должностным лицам «отозвать исключения из лицензий на экспорт в Гонконг» и включает отмену особого режима для владельцев паспортов Гонконга. Ссылаясь на данный закон, 11 августа 2020 года таможня США объявила, что после 25 сентября товары, импортируемые в США, не могут иметь маркировку «Сделано в Гонконге» и должны иметь маркировку «Сделано в Китае».
На следующий день после подписания данного закона Китай пообещал ввести ответные санкции против США. Министерство иностранных дел Китая назвало закон «ошибкой», заявив, что он равносилен «грубому вмешательству во внутренние дела Китая» и что США нарушают международное право и основные нормы международных отношений.